# Stormyrtjärnarna (Degerfors socken, Västerbotten, 717016-168774)
Stormyrtjärnarna är en sjö i Vindelns kommun i Västerbotten och ingår i Sävaråns huvudavrinningsområde.